# Sistecozome
Sistecozome es un organismo transportista paraestatal que se encarga de dirigir parte del servicio de transporte público en la ciudad de Guadalajara, México, y sus alrededores.

## Historia

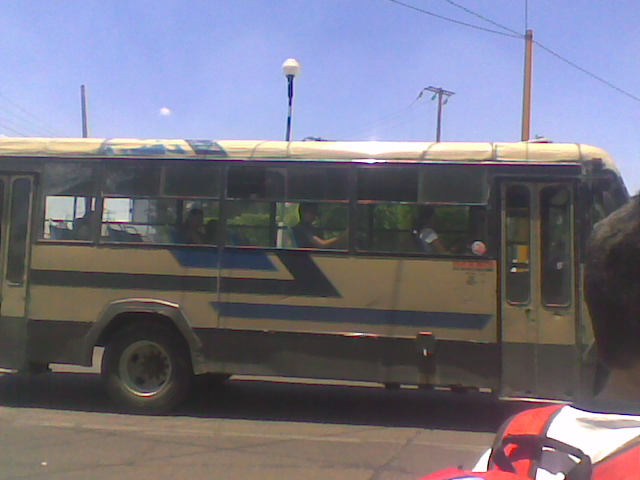
Durante la segunda mitad de los años 1990 y parte del año 2000 circularon con este diseño.

El 16 de agosto de 1982 nació el denominado Sistema Subrogado, otorgándose subrogaciones a particulares por parte del gobierno.[cita requerida] Se inició una convocatoria para transportes de emergencia ciudadana, con el propósito de cubrir las rutas directas, troncales y alimentadores específicas. Fueron concesionadas por el departamento de tránsito y Sistecozome, utilizando para este servicio de transporte colectivo urbano vehículos de carga ligera —las llamadas «Decapeceras» o «Combis»—. 
En 1983, con el apoyo del Gobierno Federal y Estatal, se entregaron a Sistecozome trescientas unidades diésel —minibuses—. El 2 de julio se retiraron las «Decapeceras» y se inició el servicio en tres rutas: Par Vial, Obrero y Eje 16 de Septiembre. Un año más tarde, en 1984, las rutas Par Vial y Obrero empezaron a cubrir el servicio con trolebuses y, en completo desarrollo, el Ejecutivo del Estado autorizó la Ejecución de los Proyectos Eléctricos denominados Eje Norte – Sur (Federalismo Norte y Colon sur en la Avenida 18 de Marzo), Eje 16 de Septiembre (Ruta 700) y Eje Independencia (Ruta 600); razón por la cual se adquirieron 75 km de línea de contacto para trolebús y 18 subestaciones rectificadoras de potencia.[cita requerida]
El 23 de junio de 1988 se inauguró el eje Calzada Independencia Mirador-Fracc. Miravalle con servicio de autobuses y combis diésel. El 24 de octubre de 1999 se sustituyeron los microbuses por las unidades midibuses y el 19 de septiembre del 2000, el Gobierno del Estado de Alberto Cárdenas, promovió un proyecto de nuevas unidades de autobuses con combustión de etanol, que no se llevó a cabo. 
El 8 de enero de 2017 el Gobernador del Estado de Jalisco, Aristóteles Sandoval inicio el proceso de eliminación del Sistecozome al ser clasificado como insostenible a ineficiente al ser avariciosos por el precio del transporte público.[cita requerida]

## Proyectos
Sistecozome analizó la compra de 50 camiones ecológicos para reforzar su parque vehicular. Una unidad del denominado "Sistecológico" circuló durante un mes a modo de prueba piloto en rutas de la paraestatal a fin de conocer los beneficios ambientales de su operación, informó el director de la empresa, Lázaro Salas Ramírez:

El camión Sistecológico está dotado de un motor de combustión de gas natural, lo que permite reducir las emisiones contaminantes; cada unidad cuesta 130 mil dólares.

## Municipios donde se presta el servicio
Guadalajara, Zapopan, Tonalá, Tlaquepaque, El Salto, Puerto Vallarta y Tlajomulco de Zúñiga.

## Rutas

### Rutas en el Esquema de Mi Transporte
Son rutas de Sistecozome Subrogado que pasaron al esquema de (Ruta-Empresa), estas tienen el mismo derrotero o se les hace pequeñas modificaciones solo que se les cambia el número, (por ejemplo, la Ruta 602 Legalidad pasa llamarse Complementaria C16) y así al igual que todas las rutas algunas como Troncales, alimentadoras y complementarias pasaran a este esquema, por lo cual estas traerán unidades recientes, un aumento a la tarifa de $7.00 a $9.50, pago exacto con monedas, con transvale o con la tarjeta innovacard (dicha tarjeta que se usa en el Tren Ligero.
| Rutas Troncales               |                         |                                     |
| Ruta                          | Origen                  | Destino                             |
| T04-A Rosario (646)           | Colonia El Rosario      | Los Cubos                           |
| T04-A Tonalá (646)            | Colonia Altamira        | Los Cubos                           |
| T04A-C01 (646 Pintas)         | Las Pintas de Abajo     | Los Cubos                           |
| T08 (634)                     | Haciendas del Valle     | Colonia Laffayette                  |
| T08 Vía Corta (634)           | Haciendas del Valle     | Plaza Patria                        |
| T09 Belisario (604)           | Lomas Independencia     | Av. Américas (Circuito)             |
| T09 Oblatos (604)             | Lomas Independencia     | Av. Américas (Circuito)             |
| T10 (626)                     | Fraccionamiento Foret   | Parque Revolución                   |
| T10 Centro Sur (626 Fortín)   | Fraccionamiento Foret   | Estación Periférico Sur L1          |
| T11-A Guadalupe Fortín (51-D) | Fraccionamiento Fortín  | Guadalajara Centro                  |
| T11-B (55)                    | Misión de La Valenciana | Plaza Cordilleras                   |
| T17 (632)                     | Nuevo México            | El Palomar                          |
| T17-1 (632-B)                 | Valle de Los Molinos    | Patria y Av. Vallarta               |
| T18 López Mateos (622)        | Estación Washington L1  | Estadio Jalisco (Circuito Calle 56) |
| T18 Terranova (622)           | Estación Washington L1  | Estadio Jalisco (Circuito Calle 56) |
| T18-A López Mateos (622)      | Estación Washington L1  | Estadio Jalisco (Circuito Calle 54) |
| T18-A Terranova (622)         | Estación Washington L1  | Estadio Jalisco (Circuito Calle 54) |

Rutas alimentadoras o complementarias de troncales 
| Complementarias de troncal         |                              |                                                |
| Ruta                               | Origen                       | Destino                                        |
| T07-C02 (625)                      | La Tijera                    | Guadalajara Centro                             |
| T07-C03 (625 Directo)              | Paseos del Briseño           | Guadalajara Centro                             |
| T10-C01 (626 Miramar)              | Paraísos del Colli           | Parque Revolución                              |
| T10-C02 (626 Briseño)              | Paraísos del Colli           | Parque Revolución                              |
| T10-C02 (626 Los Robles)           | Los Robles                   | Estación Periférico Sur L1                     |
| T11A-C01 Fortín (51-D Tepeyac)     | Fraccionamiento El Fortín    | Guadalajara Centro                             |
| T11A-C01 Tizate (51-D Tepeyac)     | Colonia El Tizate            | Guadalajara Centro                             |
| T11A-C02 Floresta (51-A Guadalupe) | Colonia El Tizate            | Guadalajara Centro                             |
| T11A-C02 Miramar (51-A Guadalupe)  | Colonia El Tizate            | Guadalajara Centro                             |
| T11A-C03 Colli (51-B Tepeyac)      | Colonia El Tizate            | Guadalajara Centro                             |
| T11A-C03 Miramar (51-B Tepeyac)    | Colonia El Tizate            | Guadalajara Centro                             |
| T15-C01 (636-A Coro)               | Colonia La Coronilla         | Santuario de Guadalupe                         |
| T15-C02 (636-A Mesas)              | Mesa Colorada Poniente       | Santuario de Guadalupe                         |
| T15-C03 (636-A Vista Hermosa)      | Colonia Mirador Escondido    | Estación Periférico Norte L1                   |
| T16B-C03 (633 Chory Agujas)        | El Húmedo de Nextipac        | Estación Ávila Camacho L1                      |
| T16B-C04 (633 Palermo)             | Fraccionamiento Palermo      | Guadalajara Centro (Santa Mónica y San Felipe) |
| T16B-C05 (633 Villas)              | Fraccionamiento Campo Real   | Estación Zapopan Centro L3                     |
| T16B-C06 (24-A Magdalena)          | La Magdalena                 | Zapopan Centro                                 |
| T16B-C07 Ceibas (24-A)             | Privanza de La Ceiba         | Zapopan Centro                                 |
| T16B-C07 Vistas (24-A)             | Preparatoria #19 UdeG        | Zapopan Centro                                 |
| T16B-C08 Mesitas (24-A)            | Poblado de Las Mesitas       | Zapopan Centro                                 |
| T16B-C08 Piedrera (24-A)           | La Piedrera                  | Zapopan Centro                                 |
| T19-C06 Azul (619)                 | Fraccionamiento Los Abedules | Estación Central de Autobuses L3               |
| T19-C06 Verde (619)                | Fraccionamiento La Fortuna   | Estación Periférico Sur L1                     |
| T19-C07 Blanca (619)               | San Juan de Ocotán           | Estación Central de Autobuses L3               |
| T19-C07 Roja Vía 1 (619)           | Chulavista                   | Periférico Sur (Circuito)                      |
| T19-C07 Roja Vía 2 (619)           | Chulavista                   | Periférico Sur (Circuito)                      |

Rutas complementarias en el modelo Mi Transporte 
| Rutas Complementarias            |                                     |                                             |
| Ruta                             | Origen                              | Destino                                     |
| C11 (174)                        | Panteón Guadalajara                 | Guadalajara Centro (Mercado Corona)         |
| C16 (602 Legalidad)              | Hospital General Regional 110 IMSS  | Guadalajara Centro (Mercado Corona)         |
| C21 (602 Soriana Estadio)        | Hospital General Regional 110 IMSS  | Guadalajara Centro (Mercado Corona)         |
| C22 (603-A Villas Panteón)       | Colinas de Huentitán                | Guadalajara Centro (Donato Guerra y Madero) |
| C23 (603-B)                      | Colinas de Huentitán                | Estación Refugio L1                         |
| C27 (605)                        | Colonia Altamira                    | Antiguo Hospital Civil                      |
| C28 (608)                        | Senderos de Santiago                | Antigua Central Camionera                   |
| C29 (610)                        | Colonia Jalisco                     | Nueva Central de Autobuses                  |
| C29 (610-A)                      | Misión de Los Viñedos               | Nueva Central de Autobuses                  |
| C30 (611)                        | Lomas de Río Verde                  | Nueva Central de Autobuses                  |
| C31 (616)                        | Colonia El Recodo                   | Guadalajara Centro (2 Templos)              |
| C32-1 (639)                      | Colonia El Molino                   | San Juan de Dios                            |
| C32-2 (639-A)                    | Colonia El Molino                   | San Juan de Dios                            |
| C33 (142-A)                      | Estación Auditorio L1               | Colonia Ferrocarril                         |
| C34 (51)                         | Fraccionamiento El Mirador          | Chapultepec                                 |
| C35 Colinas (51)                 | Fraccionamiento Colinas de Tonalá   | Estación Central de Autobuses L3            |
| C35 Vado (51)                    | Fraccionamiento Las Palmas          | Estación Tetlán L2                          |
| C36 (612)                        | Misión La Valenciana                | San Juan de Dios                            |
| C37 Bosques (614)                | Parques de La Victoria              | San Juan de Dios                            |
| C37 Rosario (614)                | Parques de La Victoria              | San Juan de Dios                            |
| C38 Vocacional (615 CUT)         | Centro Universitario de Tonalá UdeG | Escuela Vocacional UdeG                     |
| C38 Hospicio (615 CUT)           | Centro Universitario de Tonalá UdeG | Instituto Cultural Cabañas                  |
| C39 Hospicio (615)               | San Miguel de La Punta              | Instituto Cultural Cabañas                  |
| C39 Hospital Civil (615)         | San Miguel de La Punta              | Nuevo Hospital Civil                        |
| C40 (619 Naranja)                | Chulavista                          | Estación Periférico Sur L1                  |
| C41-V1 (619 Amarilla)            | Chulavista                          | Estación Central de Autobuses L3            |
| C41-V2 (619 Amarilla)            | Chulavista                          | Estación Central de Autobuses L3            |
| C42 (624)                        | Jardines del Ixtépete               | Antigua Central Camionera                   |
| C43 Misiones (636)               | Haciendas del Valle                 | Plaza Independencia                         |
| C43 Oxxo Haciendas (C43)         | Haciendas del Valle                 | Santuario de Guadalupe                      |
| C43 Valdepeñas (636)             | Haciendas del Valle                 | Santuario de Guadalupe                      |
| C44 La Normal (637)              | Colonia Cabañitas                   | Santuario de Guadalupe                      |
| C44 Plaza Patria (637)           | Colonia Cabañitas                   | Plaza Patria                                |
| C45 Centinela (637-A)            | Bosques del Centinela               | Estación Periférico Norte L1                |
| C45 Cinco Esquinas (637)         | Colonia Lomas del Centinela         | Atemajac                                    |
| C46 Altamira (643)               | Colonia Altamira                    | Estación Patria Sur L1                      |
| C46 Urbi (643)                   | Fraccionamiento Urbiquintas         | Estación Patria Sur L1                      |
| C47-V1 Campesino (644-A Juntas)  | Colonia La Micailita                | Guadalajara Centro (Hotel Aranzazú)         |
| C47-V1 Vergel (644-A Juntas)     | Colonia El Vergel                   | Guadalajara Centro (Hotel Aranzazú)         |
| C47-V2 Km. 13 (644-A Pintas)     | Colonia Las Pintitas                | Guadalajara Centro (Hotel Aranzazú)         |
| C47-V2 Panteón (644-A Pintas)    | Colonia Las Pintitas                | Guadalajara Centro (Hotel Aranzazú)         |
| C48 (644-A Tapatío)              | Colonia El Tapatío                  | Guadalajara Centro (Hotel Aranzazú)         |
| C49 Arboledas (645)              | San Martín de Las Flores            | Plaza del Sol                               |
| C49 Topacio (645)                | Fovissste Miravalle                 | Plaza del Sol                               |
| C50 Aqua (645)                   | Fovissste Miravalle                 | Chulavista                                  |
| C50 Lomas del Mirador (645)      | Fovissste Miravalle                 | Chulavista                                  |
| C51 Conchitas (645)              | Fovissste Miravalle                 | Plaza del Sol                               |
| C51 Prepa 13 (645)               | Fovissste Miravalle                 | Plaza del Sol                               |
| C52 (647)                        | Colonia Álvaro Obregón              | Guadalajara Centro (2 Templos)              |
| C53 (19-A)                       | Residencial Poniente                | CETI Tonalá                                 |
| C54 (51-C)                       | Residencial Poniente                | CETI Tonalá                                 |
| C55 (19)                         | Plaza Patria                        | CETI Tonalá                                 |
| C56 (200)                        | Haciendas del Valle                 | Santa Cecilia                               |
| C57 (500)                        | Unidad Tetlán Río Verde             | Arcos Vallarta                              |
| C58 Castillo (644-B)             | Fraccionamiento Cima Serena         | Estación Tlaquepaque Centro L3              |
| C58 CUT (644-B Jauja)            | Centro Universitario de Tonalá UdeG | Estación Lázaro Cárdenas L3                 |
| C59 (644-B IBM Huertas)          | El Verde                            | Zona del Vestir Medrano                     |
| C61 (644-B Sta. Isabel)          | El Sauz                             | Guadalajara Centro (Hotel Aranzazú)         |
| C61 (644-B Santibáñez)           | Colonia Santibáñez                  | Est. Central de Autobuses L3                |
| C62 (644-B Carril)               | El Sauz                             | Guadalajara Centro (Hotel Aranzazú)         |
| C63 (644-B Colonia)              | Colonia Santibáñez                  | Estación Central de Autobuses L3            |
| C67-V1 (171 Roja)                | Chulavista                          | Guadalajara Centro (2 Templos)              |
| C67-V2 (171 Verde)               | Chulavista                          | Guadalajara Centro (2 Templos)              |
| C68 (320-A)                      | Residencial Poniente                | Antigua Central Camionera                   |
| C69 (321)                        | Lomas del Paraíso                   | Antigua Central Camionera                   |
| C70 (358)                        | Miravalle                           | Plaza México                                |
| C71 (604-A)                      | Colonia Camichines                  | Plaza Andares                               |
| C73 (15)                         | Colonia Indígena                    | Bosques del Centinela                       |
| C74 (101)                        | Colonia Lomas de la Primavera       | Mexicaltzingo                               |
| C75 (611-A)                      | Hospital General Regional 110 IMSS  | Nueva Central Camionera                     |
| C76 Directo (623-A)              | Fraccionamiento Fresnos 2           | Mercado de Abastos                          |
| C76 Olivos (623-A)               | Fraccionamiento Fresnos 2           | Mercado de Abastos                          |
| C77 (623-A Cantaros)             | Fraccionamiento Los Cántaros        | Estación Tesoro L1                          |
| C78 Agua Blanca (619-A)          | La Tijera                           | Plaza del Sol                               |
| C78 El Mante (619-A)             | La Tijera                           | Plaza del Sol                               |
| C78 Guadalupe Gallo (619-A)      | La Tijera                           | Plaza del Sol                               |
| C79 (640)                        | Atemajac                            | Miramar                                     |
| C81 Batán Centinela (641)        | Mesa de Los Ocotes                  | Plaza Patria (Circuito)                     |
| C81 Belenes Mesa (641)           | Mesa de Los Ocotes                  | Plaza Patria (Circuito)                     |
| C82 Batán Mesa (641)             | Mesa de Los Ocotes                  | Plaza Patria (Circuito)                     |
| C82 Belenes Centinela (641)      | Mesa de Los Ocotes                  | Plaza Patria (Circuito)                     |
| C83 (644-A Liebres)              | Colonia Las Liebres                 | Guadalajara Centro (Hotel Aranzazú)         |
| C84 (631 Trompo Mágico)          | Santa Lucía                         | Estación La Normal CETRAM L3                |
| C85-A (631-A Jardines del Valle) | Fraccionamiento Parque Real         | Estación La Normal CETRAM L3                |
| C85-B (631-B Aviación)           | Fraccionamiento Parque Real         | Estación La Normal CETRAM L3                |
| C86 (644-B IBM Parques)          | El Verde                            | Guadalajara Centro (Hotel Aranzazú)         |
| C87 (647)                        | Colonia Álvaro Obregón              | Guadalajara Centro (2 Templos)              |
| C104-1 (629-1)                   | Residencial Plaza Guadalupe         | Guadalajara Centro                          |
| C104-2 (629-2)                   | Residencial Plaza Guadalupe         | Guadalajara Centro                          |
| C109 (629-A)                     | Ciudad Judicial                     | Guadalajara Centro                          |
| C110 Arcos de Zapopan (629-B)    | Estación Arcos de Zapopan L3        | Parque Revolución                           |
| C110 Chory (629-B)               | Jardines de Nuevo México            | Parque Revolución                           |
| C110 Venta (629)                 | Bosque de La Primavera              | Guadalajara Centro                          |
| C113 Aqua (623-A)                | Villa Fontana Aqua                  | Estación Tesoro L1                          |
| C113 Valle Dorado (623-A)        | Villa Fontana Aqua                  | Estación Tesoro L1                          |
| C115 (623)                       | Valle de La Misericordia            | Hospital General Regional 89 IMSS           |
| C115 Arboledas (623)             | Valle de La Misericordia            | Hospital General Regional 89 IMSS           |
| C120 (25)                        | Colonia Jalisco                     | Colonia Volcanes del Colli                  |
| C121-A (635-A)                   | Colonia La Periquera                | Arcos Vallarta                              |
| C121-B (635-B)                   | Hogares de Nuevo México             | Arcos Vallarta                              |
| C127 (183)                       | Fraccionamiento Abedules            | Guadalajara Centro (2 Templos)              |
| C136                             | Tréboles Residencial                | Plaza Andares                               |

## Rutas que ya no operan
Rutas que desaparecieron hace tiempo
| RUTAS DESAPARECIDAS     |                            |                                   |
| Ruta                    | Origen                     | Destino                           |
| 60 Volcán San Francisco | Huentitán El Bajo          | Miravalle                         |
| 60                      | Huentitán El Bajo          | Miravalle                         |
| 142                     | Auditorio                  | Miravalle                         |
| 174 Nogalera            | Fraccionamiento Revolución | Rancho Nuevo                      |
| 174-A                   | Miravalle                  | Viejo Hospital Civil              |
| 300                     | Colonia Arenales Tapatíos  | Pila Seca Tlaquepaque             |
| 320                     | Zoológico Guadalajara      | Antigua Central Camionera         |
| 321 Vocacional          | Zoológico Guadalajara      | Antigua Central Camionera         |
| 359                     | Miravalle                  | Plaza México                      |
| 615 Agua Blanca         | Colonia Agua Blanca        | Escuela Vocacional UdeG           |
| 619 Blanco              | Nueva Central Camionera    | Av. Inglaterra y Periférico       |
| 621 Artes Plásticas     | Fovisste Miravalle         | Guadalajara Centro (2 Templos)    |
| 621 Academia            | Fovisste Miravalle         | Guadalajara Centro (2 Templos)    |
| 623-A Pomas             | Colonia Los Cajetes        | Hospital General Regional 89 IMSS |
| 625 Cozumel             | Parques de Santa María     | Guadalajara Centro                |
| 632-B                   | Colonia El Rosario         | Flextronics Sur Tlajomulco        |
| 633 San Gonzalo         | Lomas de San Gonzalo       | Guadalajara Centro                |
| 633-A                   | Base Aérea Militar         | Guadalajara Centro                |
| 641 Directo             | Colonia Mesa de Los Ocotes | Zapopan Centro                    |
| 642                     | Nueva Central Camionera    | Guadalajara Centro (2 Templos)    |
| 645 Valle Dorado        | Preparatoria #6 UdeG       | Chulavista                        |

| RUTAS DE TROLEBÚS DESAPARECIDAS |                              |                     |
| Ruta                            | Origen                       | Destino             |
| 200                             | Glorieta del Obrero          | Basílica de Zapopan |
| 300                             | Plaza del Sol                | Tlaquepaque Centro  |
| 400                             | Mercado de Felipe Ángeles    | Los Arcos           |
| 500                             | Glorieta del Obrero          | Los Arcos           |
| 600                             | Parque Mirador Independencia | Miravalle           |